# Spilomena fulvopleuris
Spilomena fulvopleuris (лат.) — вид песочных ос рода Spilomena из подсемейства Pemphredoninae (Crabronidae).

## Распространение
Индия (Керала).

## Описание
Мелкие коренастые осы с сидячим брюшком (около 4 мм), основная окраска чёрная (голова и грудь). От близких видов отличается следующими признаками: мезоскутум латерально и мезоплевры красновато-коричневые; отношение длины к ширине скапуса = 20: 3; переднеспинка с неправильными морщинками; проподеум полностью поперечно-исчерченный, без срединного валика и гладкого поля. Голова и мезосома в основном чёрные; апикальный край наличника, усиков, бедер, голеней и лапок бледно-желтые; жвалы (кроме коричневой вершины), тегула, переднеспинка, все тазики и вертлуги беловатые; мезоскутум латерально и мезоплевры красновато-коричневые; жилки передних крыльев, стигма и брюшко коричневые. Затылочный киль отсутствует; переднее крыло с удлиненной маргинальной ячейкой, длиннее стигмы, на вершине замкнутая; присутствуют две закрытые субмаргинальные ячейки; есть одна возвратная жилка и две дискоидные ячейки; брюшко без петиоля; воротник переднеспинки с полным поперечным валиком. Усики самца 13-члениковые, самки — 12-члениковые. Нижнечелюстные щупики состоят из 6 члеников, а нижнегубные — из 4.
Предположительно, как и другие виды своего рода ловят мелких насекомых, а гнёзда располагаются в готовых полостях древесины (ходах ксилофагов, в ветвях).
Вид был впервые описан в 2021 году в ходе ревизии, проведённой индийскими гименоптерологами Tessy Rajan, Girish P. Kumar, P. M. Sureshan и C. Binoy (Zoological Survey of India, Eranhipalam, Кожикоде, Керала, Индия).